# Ockelsjön
Ockelsjön är en sjö i Vännäs kommun i Västerbotten och ingår i Umeälvens huvudavrinningsområde. Sjön är 18 meter djup, har en yta på 1,12 kvadratkilometer och befinner sig 178 meter över havet. Sjön avvattnas av vattendraget Trinnan. Vid provfiske har abborre, gers, gädda och mört fångats i sjön.

## Delavrinningsområde
Ockelsjön ingår i det delavrinningsområde (708815-169093) som SMHI kallar för Utloppet av Ockelsjön. Medelhöjden är 190 meter över havet och ytan är 4,2 kvadratkilometer. Det finns ett avrinningsområde uppströms, och räknas det in blir den ackumulerade arean 6,25 kvadratkilometer. Trinnan som avvattnar avrinningsområdet har biflödesordning 2, vilket innebär att vattnet flödar genom totalt 2 vattendrag innan det når havet efter 55 kilometer. Avrinningsområdet består mestadels av skog (69 procent). Avrinningsområdet har 1,13 kvadratkilometer vattenytor vilket ger det en sjöprocent på 29,1 procent.